# Hanna Haćko-Fedusowa
Hanna Haćko-Fedusowa, ukr. Ганна Гацько (ur. 3 października 1990 w Zaporożu) – ukraińska lekkoatletka specjalizująca się w rzucie oszczepem.
W 2009 zajęła dziesiąte miejsce w mistrzostwach Europy juniorów. Podczas igrzysk olimpijskich w Londynie (2012) odpadła w eliminacjach.
Medalistka mistrzostw Ukrainy oraz reprezentantka kraju w pucharze Europy w rzutach i juniorskich meczach międzypaństwowych.
Rekord życiowy: 67,29 (26 lipca 2014, Kirowohrad) rekord Ukrainy.

## Osiągnięcia
| Rok  | Impreza                                  | Miejsce        | Pozycja              | Wynik |
| ---- | ---------------------------------------- | -------------- | -------------------- | ----- |
| 2009 | Mistrzostwa Europy juniorów              | Nowy Sad       | 10. miejsce          | 47,56 |
| 2010 | Zimowy puchar Europy w rzutach           | Arles          | 6. miejsce           | 54,16 |
| 2011 | Zimowy puchar Europy w rzutach           | Sofia          | 1. miejsce           | 58,35 |
| 2011 | Młodzieżowe mistrzostwa Europy           | Ostrawa        | 5. miejsce           | 55,58 |
| 2012 | Igrzyska olimpijskie                     | Londyn         | el. – 22. miejsce    | 58,37 |
| 2013 | Mistrzostwa świata                       | Moskwa         | el. – 18. miejsce    | 58,63 |
| 2014 | Mistrzostwa Europy                       | Zurych         | el. – 18. miejsce    | 53,81 |
| 2015 | Zimowy puchar Europy w rzutach           | Leiria         | 9. miejsce           | 56,30 |
| 2015 | Superliga drużynowych mistrzostw Europy  | Czeboksary     | 7. miejsce           | 53,84 |
| 2015 | Mistrzostwa świata                       | Pekin          | el. – 15. miejsce    | 61,41 |
| 2016 | Mistrzostwa Europy                       | Amsterdam      | 10. miejsce          | 58,86 |
| 2016 | Igrzyska olimpijskie                     | Rio de Janeiro | el. – 19. miejsce    | 58,90 |
| 2017 | Puchar Europy w rzutach                  | Las Palmas     | 4. miejsce           | 58,35 |
| 2017 | Superliga drużynowych mistrzostw Europy  | Lille          | 6. miejsce           | 56,02 |
| 2017 | Mistrzostwa świata                       | Londyn         | el. – 30. miejsce    | 51,90 |
| 2018 | Puchar Europy w rzutach                  | Leiria         | 6. miejsce           | 54,35 |
| 2018 | Mistrzostwa Europy                       | Berlin         | el. – 21. miejsce    | 53,08 |
| 2019 | Puchar Europy w rzutach                  | Šamorín        | 5. miejsce           | 59,13 |
| 2019 | Mistrzostwa świata                       | Doha           | el. – 26. miejsce    | 55,84 |
| 2022 | Mistrzostwa Europy                       | Monachium      | el. – 13. miejsce    | 57,39 |
| 2023 | Puchar Europy w rzutach                  | Leiria         | 5. miejsce           | 58,17 |
| 2023 | II dywizja drużynowych mistrzostw Europy | Chorzów        | 8. miejsce           | 54,49 |
| 2024 | Puchar Europy w rzutach                  | Leiria         | 7. miejsce (grupa B) | 50,86 |